# 歐峰
46°12′01″N 6°50′28″E / 46.20028°N 6.84111°E
歐峰（法語：Pointe de l'Au，法語發音：[pwɛ̃t də lo]）是瑞士瓦萊州的山峰，位於該國西南部，由負責管轄，屬於沙布莱山的一部分，距離伯爾尼100公里，海拔高度2,152米，每年平均降雨量1,674毫米。